# Seznam řek v Srbsku

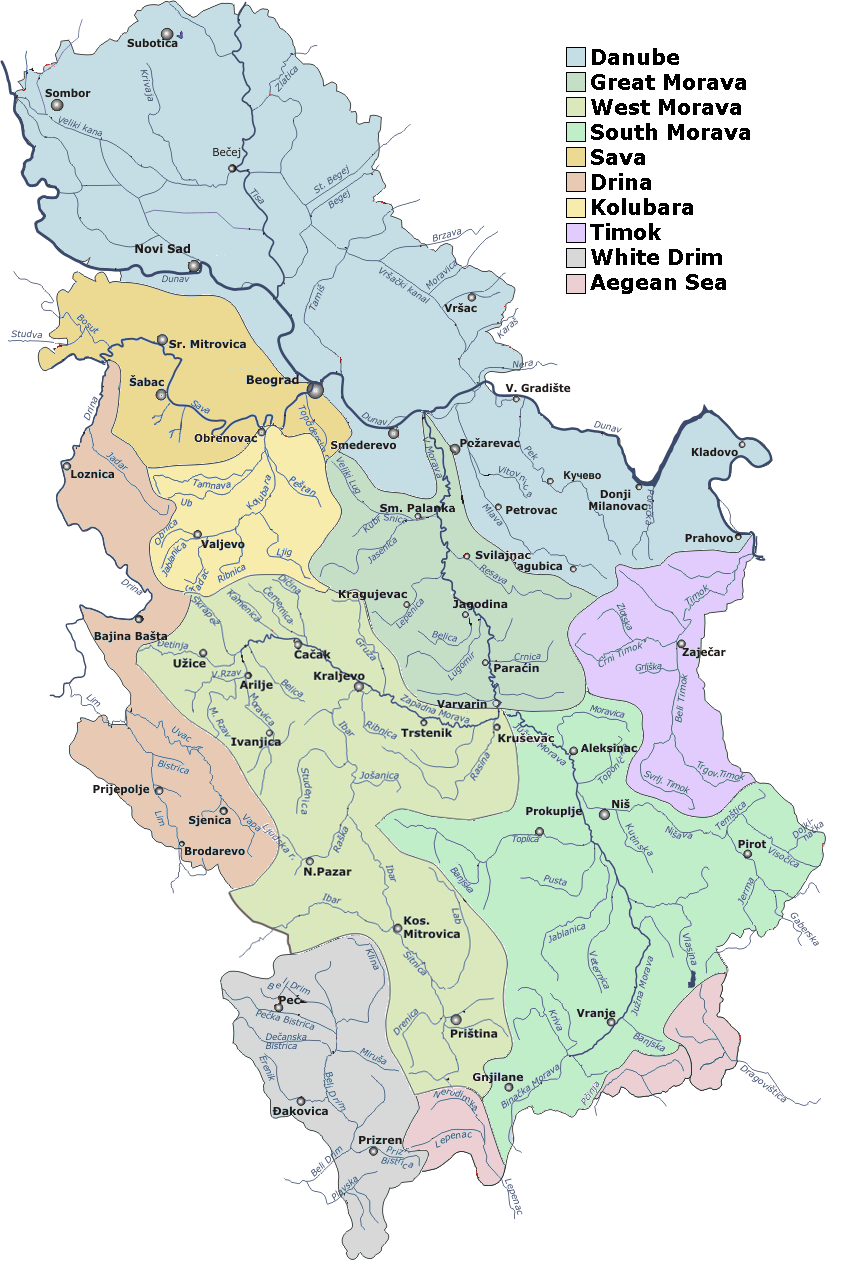
Mapa Srbska a jeho největších řek

Seznam řek v Srbsku (srbsky řeka река) obsahuje řeky, které mají na území Srbska délku 100 km a více a také některé kratší.

## Tabulka řek
| Poř. | Řeka           | srbsky         | Délka (km) | Povodí (km²) | Ústí do        | Ústí kde       | OSM relace |
| ---- | -------------- | -------------- | ---------- | ------------ | -------------- | -------------- | ---------- |
| 1.   | Dunaj          | Дунав          | 588        | 801 463      | Černé moře     | ... (Rumunsko) | OSM, WMF   |
| 2.   | Západní Morava | Западна Морава | 308        | 15 849       | Velká Morava   | ... (Srbsko)   | OSM, WMF   |
| 3.   | Jižní Morava   | Јужна Морава   | 295        | 15 469       | Velká Morava   | ... (Srbsko)   | OSM, WMF   |
| 4.   | Ibar           | Ибар           | 272        | 8059         | Západní Morava | ... (Srbsko)   | OSM, WMF   |
| 5.   | Drina          | Дрина          | 220        | 19 570       | Sáva           | ... (Srbsko)   | OSM, WMF   |
| 6.   | Sáva           | Сава           | 206        | 95 719       | Dunaj          | ... (Srbsko)   | OSM, WMF   |
| 7.   | Timok          | Тимок          | 202        | 4630         | Dunaj          | ... (Srbsko)   | OSM, WMF   |
| 8.   | Velká Morava   | Велика Морава  | 185        | 35 419       | Dunaj          | ... (Srbsko)   | OSM, WMF   |
| 9.   | Tisa           | Тиса           | 168        | 157 020      | Dunaj          | ... (Srbsko)   | OSM, WMF   |
| 10.  | Nišava         | Нишава         | 151        | 3950         | Jižní Morava   | ... (Srbsko)   | OSM, WMF   |